# CP/M
CP/M је оперативни систем који је настао 1975. године. Написао га је Гери Килдал из фирме Диџитал рисерч (Digital Research) и првенствено је био намењен рачунарима заснованим на микропроцесору Интел 8080 и његовом блиском рођаку, Зајлоговом З80 (Zilog Z80), дакле осмобитним рачунарима.

## Историја
Настао је као привремено решење за један други проблем. Требало је написати програмски преводилац за језик PL/M на Интеловим микропроцесорима, па је успут написан скуп рутина за баратање датотекама, меморијом и тако је настао оперативни систем. Програмски преводилац још није био готов, а Интел је већ изгубио интересовање, па је Килдал понудио Интелу свој оперативни систем. Међутим, Интел није био заинтересован ни за оперативни систем. Тада Килдал узима ствар у своје руке, оснива фирму и креће да рекламира свој нови производ, оперативни систем CP/M.
Назив је добио од скраћенице Контролни Програм за Микрорачунаре, али су ускоро помислили да је прихватљивије Контролни Програм/Монитор (Control Program/Monitor). Килдал није имао испред себе рачунар за који је писао оперативни систем, већ само емулатор на ПДП рачунару. Поред првобитног производа, под називом CP/M-80, направљен је и CP/M-86, који је радио на личном рачунару са Интел микропроцесорима, такође CP/M-86k који је радио на рачунарима са процесорима МЦ68000 и CP/M-Z8k који је радио на процесору Зајлог З8000 (што су све 16-битни микропроцесори).
Велика заслуга овог оперативног система лежи у чињеници да је ово први доступан и релативно лак за учење, а истовремено употребљив на микрорачунарима. Битно је напоменути да тада нису постојали појмови кућни или лични рачунари, већ само микрорачунари као противтежа великим (мејнфрејм) рачунарима, док су и мини и супермини рачунари били величине ормара. Највећи утицај је овај оперативни систем ипак остварио чињеницом да је великим делом копиран у MS-DOS (Мајкрософт Диск Оперејтинг Систем) који је потом владао дуго територијом личних рачунара.
До 1980. године је било преко 500.000 инсталација у примени и све је говорило да ће убудуће сви рачунари са Интел микропроцесорима користити једино овај оперативни систем. Онда се 1981. године појавио нови Интелов микропроцесор 8088 са новом 16 битном архитектуром. Ово је екипи из Диџитал Рисрча звучало сувише авангардно и они су се држали своје златне коке, 8-битне архитектуре. Програмери су сматрали да је 1 MB, што је количина меморије коју је могуће адресирати са новим Интеловим 16-битним микропроцесорима, више него што ће икоме икад затребати.
Иако су били револуционари у послу микрорачунара, када је требало прећи на 16 бита били су веома конзервативни.
Настанак овог оперативног система је легендаран колико и прича о разлозима његовог нестајања. 
Прича се да је тим IBM инжењера кренуо на састанак са Килдалом у вези уградње CP/M оперативног система на нови, тајни, IBM пројекат, IBM PC. Али, Килдал није био у канцеларији и разговор никад није обављен. Неко се сетио бубуљичавог клинца из Сијетла који је све смарао причом да има готов оперативни систем и тако је Бил Гејтс продао IBM-у оперативни систем који је још није ни почео да пише.
Када је Килдал схватио шта се догађа и објавио нови CP/M-86, MS-DOS је већ био дубоко у бизнису са IBM у вези личним рачунара. Већ је било касно.
Овај оперативни систем је постигао своје златне тренутке на Амстраду CPC 6128 и PCW и Комодору 128.

## Структура
Сем што је био оперативни систем за микрорачунаре, он је имао револуционарну новину - вишеслојну архитектуру. Постојао је ниво апстракције који је делио оперативни систем у релативно независне целине:
- - интерпретер командне линије
- - основне рутине за рад са диском, понекад би овај део заједно са BIOS био називан FDOS.
- - основне улазно-излазне рутине, овде су реализоване рутине за серијску комуникацију али су такође сакривене информације о специфичности геометрије сектора дискетне јединице. Само овај део је било потребно променити да би цео оперативни систем радио на другој машини.
- - одвојени меморијски простор за извршавање корисничких програма, ван CCP и FDOS.

Унету наредбу анализира CCP па потом позива програм из BDOS који потом спроводи операције са дисковима или периферијом преко BIOS.
Од спољашњих уређаја овај оперативни систем је знао да ради са читачем папирне траке, са бушачем и читачем бушених картица, са телепринтером, штампачем и екраном.

## Утицаји
Назив датотеке до 8 слова и 3 слова за тип је овде уведен у свет микрорачунара и касније ће наследити МС ДОС и Виндоус 3. Х. Међутим, то ограничење није случајно дошло, већ је наслеђено од TOPS-10 оперативног система на ком је писан први CP/M.
У верзији 2.2 је могло постојати до 8 диск јединица (до верзије 2.1 се првенствено мислило на дискете, али ова верзија допушта и дискове до 8 MB капацитета). Касније је број дискова повећан на 16, што практично значи да су се употребљавала слова од А до P.
Први пут се појављују апликације које су постале изузетно популарне и чине незаменљиву комбинацију са оперативним системом. Тада су се појавиле апликације Calc, WordStar и dBASE II. Оперативни систем је био спреман за рад 15 секунди по укључењу рачунара.

## Команде
Неке команде овог оперативног система су биле уграђене у командни интерпретер и извршавале су се без покретања посебних апликација.
- - приказује на екрану садржај датотеке
- - листа називе датотека са диска
- - приказује величину простора на диску
- - чита и уписује време и датум
- - уклања датотеку са диска
- - мења назив датотеке
- - копира датотеку са/на екран, диск, серијски и паралелни порт

### Пример
```
    ASM X
    DIR X.*
    ERA *.BAK
    PIP PRN:=X.PRN
    ERA X.PRN
```

## Познати рачунари који су радили под CP/M
- ТИМ-011

## Верзије
Главне верзије оперативног система CP/M су:
- , основа за настанак МС ДОС
- , такође назван и CP/M PLUS, од њега настају ДР ДОС и ОпенДОС